# Nikołaj Kołczanowski
Nikołaj Pietrowicz Kołczanowski (ros. Николай Петрович Колчановский; ur. w 1892, zm. w 1940) – rosyjski i radziecki prawnik i dyplomata .
Syn radcy stanu. Absolwent Cesarskiej Szkoły Prawniczej (Императорское училище правоведения) w Petersburgu (1914). Od 1914 na służbie w Ministerstwie Spraw Zagranicznych Imperium Rosyjskiego; od 1917 radca tytularny. Od 1921 zatrudniony w Ludowym Komisariacie Spraw Zagranicznych RSFSR, od 1923 z-ca kier. oddziału ekonomiczno-prawnego LKSZ, od 1925 przedstawiciel LKSZ przy rządzie RSFSR, w 1933-1935 radca prawny Oddziału Prawnego LKSZ. Uczestniczył w negocjacjach granicznych z Rumunią (1923-1924), Japonią (1926-1928), Finlandią (1940), a także jak również w licznych konferencjach i spotkaniach międzynarodowych. Prezes delegacji sowieckiej w Mieszanej Komisji Reewakuacyjnej (Смешанная Реэвакуационная Комиссия), i Specjalnej Komisji Mieszanej (Специальная Смешанная Комиссия) (1928). Kołczanowski przez długie lata wykładał w Wyższej Szkole Dyplomatycznej LKSZ w Moskwie (Высшая дипломатическая школа) i m.in. napisał podręcznik dla pracowników resortu pt. „Dipłomaticzeskaja tiechnika” (Дипломатическая техника) (1938). Prawdopodobnie zmarł śmiercią naturalną, ponieważ jest wymieniany jako jeden z autorów trzeciego tomu „Istorii dipłomatii” (Исто́рия диплома́тии) (1945). 